# باريس تورز 1937
باريس تورز 1937 هو سباق دراجات هوائية، وهو الموسم رقم 32 من باريس تورز، وأقيم في 1937.
فاز بالمركز الأول Gustave Danneels ‏، وبالمركز الثاني فرانس بوندول، وبالمركز الثالث Edgard De Caluwé ‏.

## الفائزون
| الترتيب | الفائز            |
| ------- | ----------------- |
| الفائز  | Gustave Danneels ‏ |
| الثاني  | فرانس بوندول      |
| الثالث  | Edgard de Caluwé ‏ |